# Bornheim (Észak-Rajna-Vesztfália)
Bornheim település Németországban, azon belül Észak-Rajna-Vesztfália tartományban. Lakosainak száma 49 074 fő (2023. december 31.). Bornheim Alfter és Niederkassel községekkel határos.

## Népesség
A település népességének változása:
| Lakosok száma | 32 847 | 46 623 | 48 173 | 48 326 | 48 435 | 49 025 | 49 074 |
|               | 1975   | 2014   | 2017   | 2019   | 2021   | 2022   | 2023   |